# Lil Skies
Lil Skies, pseudonimo di Kimetrius Foose (Chambersburg, 4 agosto 1998), è un rapper statunitense.
Ha raggiunto notorietà con i brani Red Roses e Nowadays che sono entrate nella Billboard Hot 100. Il 10 gennaio 2018 viene pubblicato il mixtape di debutto Life of a Dark Rose, che ha raggiunto la decima posizione della Billboard 200. L'album è stato certificato disco di platino dalla RIAA.

## Biografia
Kimetrius Foose nacque il 4 agosto 1998 a Chambersburg, in Pennsylvania, da genitori di etnia mista. Inizia a scrivere canzoni all'età di quattro anni. È stato introdotto alla musica grazie a suo padre Michael Burton Jr., artista hip hop noto come Dark Skies (poi diventato BurntMan). Durante la terza elementare, Foose e la sua famiglia si trasferiscono a Waynesboro.
All'età di 11 anni, il padre rimase ferito in un'esplosione chimica sul posto di lavoro, nello stabilimento Rust-Oleum vicino a Williamsport, nel Maryland. In seguito i due scriveranno un album insieme intitolato Father-Son Talk, dove discutono del processo di recupero. Dopo essersi diplomato alla Waynesboro Area Senior High School nel 2016, Foose inizia a frequentare la Shippensburg University of Pennsylvania, che abbandonerà a favore della sua nascente carriera musicale.

## Carriera
Nell'ottobre 2016, Foose fa da apripista al concerto di Fetty Wap alla Shippensburg University. Il 20 gennaio 2017 pubblica il suo primo mixtape intitolato Alone. Nel luglio 2017 invece pubblica due canzoni: Red Roses, in collaborazione con Landon Cube, e Off The Goop, con Sprite Lee. Nello stesso anno pubblica vari brani tra cui Rude e Signs of Jealousy. Nel 2017 progetta un tour nazionale assieme al rapper Lil Uzi Vert.
Il repertorio di singoli di Foose attira l'attenzione dell'etichetta Atlantic Records, portando alla collaborazione con l'etichetta di Foose, la All We Got.
Il 10 gennaio 2018, Foose pubblica il suo primo mixtape ufficiale intitolato Life of a Dark Rose, che debutta alla 23ª posizione della Billboard 200, raggiungendo il picco alla decima posizione della medesima classifica. I brani Nowadays e Red Roses (entrambi fatti in collaborazione con Landon Cube) esordiscono rispettivamente alla 85ª e 98ª posizione della Billboard Hot 100, raggiungendo il picco rispettivamente alla 55ª e 69ª posizione. Nel 2018 inizia il tour del secondo mixtape Life of a Dark Rose; tuttavia ha dovuto interromperlo a causa di una malattia.
Il 23 marzo pubblica il singolo Creeping in collaborazione con Rich the Kid, divenuto poi disco d'oro il 14 novembre 2018. Il 4 maggio dello stesso anno, Foose pubblica Lust come terzo singolo estratto da Life of a Dark Rose, raggiungendo l'87ª posizione della Billboard Hot 100 e diventando disco d'oro secondo la certificazione della RIAA. Il 31 maggio pubblica I Know You in collaborazione con Yung Pinch, raggiungendo il picco alla 79ª posizione della Billboard Hot 100 (certificato disco d'oro il 4 marzo 2019).
Il 1º marzo 2019, Foose pubblica il suo album di debutto Shelby. Lo stesso giorno, il rapper pubblica il video musicale del singolo principale I (divenuto disco di platino il 7 febbraio 2020) Il 21 maggio, Foose pubblica il singolo Breathe, assieme al video musicale, come secondo estratto di Shelby. L'album contiene importanti collaborazioni con nomi del calibro di Gucci Mane (nella traccia Bad Girls), Gunna (in Stop the madness) e Landon Cube (in Nowadays pt.2).
Il 17 marzo 2020 il singolo Cloudy skies, contenuto in Life of a Dark Rose ha ottenuto la certificazione di disco d'oro dalla RIAA.
Il 10 luglio 2020, ha ha pubblicato il brano "Red & Yellow" dal mixtape Road to Fast 9. Il 16 dicembre 2020, Foose ha annunciato Unbothered i suoi dettagli completi insieme al singolo "Ok". L'album è stato rilasciato il 22 gennaio 2021. Il 14 maggio 2021 Foose ha pubblicato una versione deluxe con l'atteso singolo "Snippet's Like Ice Water" con Trippie Redd.
Lil Skies è apparso anche nella colonna sonora di Madden NFL 19 con la sua canzone "Welcome to the Rodeo" e Madden NFL 20 con la canzone "Magic".

## Stile e influenze
Foose cita Travis Scott e Mac Miller come le sue più grandi ispirazioni musicali.
Inoltre, è noto per il suo flow molto versatile e fluido (Welcome to the rodeo, Lettuce Sandwich sono due tracce esemplificative).

## Vita privata
Nel febbraio 2019, Foose annuncia che aspetta il suo primo figlio assieme alla sua fidanzata di lunga data.
Foose cita Red Roses come la sua canzone preferita personale, riferendosi alla combinazione musicale tra lui e Landon Cube come "epica". Foose utilizza i suoi social media esclusivamente per promuovere la sua musica, sostenendo che lo fa per "non vivere la mia vita attraverso Internet".
Foose ha sempre cercato di evitare qualsiasi tipo di droga, dopo essere stato influenzato negativamente dalla vita dei suoi vecchi amici.

## Discografia

### Album in studio
- 2019 – Shelby
- 2021 – Unbothered

### Mixtape
- 2015 – Good Grades Bad Habits
- 2016 – Good Grades Bad Habits 2
- 2017 – Alone
- 2018 – Life of a Dark Rose

### EP
- 2012 – Glowing Microphones